# قرار مجلس الأمن التابع للأمم المتحدة رقم 1754
قرار مجلس الأمن التابع للأمم المتحدة رقم 1754، الذي اتخذ بالإجماع في 30 أبريل 2007، بعد أن ذكر بجميع القرارات السابقة بشأن الوضع في الصحراء الغربية، مدد المجلس ولاية بعثة الأمم المتحدة للاستفتاء في الصحراء الغربية لمدة ستة أشهر حتى 31 أكتوبر 2007.

## القرار

### أعمال
وطُلب من جميع الأطراف احترام الاتفاقات العسكرية التي تم التوصل إليها مع بعثة الأمم المتحدة للاستفتاء في الصحراء الغربية بشأن وقف إطلاق النار، والدخول في مفاوضات دون شروط مسبقة. ودُعيت الدول الأعضاء إلى النظر في المساهمة في تدابير بناء الثقة لتيسير زيادة الاتصال الشخصي، مثل الزيارات العائلية.
تم تمديد ولاية بعثة المينورسو وأمر الأمين العام بان كي مون بتقديم تقرير عن الوضع في الصحراء الغربية بحلول 30 يونيو 2007. وعلاوة على ذلك، صدرت تعليمات إليه أيضا بضمان مزيد من الامتثال لسياسة عدم التسامح مطلقا بشأن الاستغلال الجنسي بين أفراد البعثة.

## روابط خارجية
- نص القرار في undocs.org